# وینزلو (مین)
وینزلو(به انگلیسی: Winslow) شهری در ایالت مین کشور ایالات متحده آمریکا است که جمعیت آن در سرشماری سال ۲۰۱۰ میلادی، ۷٬۷۹۴ نفر بوده‌است.